# União Mundial dos Escritores Médicos
A União Mundial dos Escritores Médicos (UMEM) é uma entidade literária que congrega médicos escritores de todo o mundo.
Foi Criada em 1955 com a designação de Fédération Internacionale des Sociétés des Écrivains Médecins (FISEM), só utilizando a denominação atual em 1973 em Varsóvia por ocasião de seu congresso realizado naquele ano.
Quando foi criada a FISEM, só poucos países (França, Itália, Suíça e Bélgica) possuiam entidades nacionais de médicos escritores.

## Finalidade
A UMEM tem por finalidade permitir aos seus membros um melhor conhecimento entre todos, estabelecendo laços de amizade e compreensão entre os médicos escritores de nacionalidades diferentes,  favorecendo a sua atividade literária e ajudando na difusão de suas obras.